# سزار بوردون
سزار بوردون (اسپانیایی: César Bordón‎؛ ۹ اکتبر ۱۹۶۱) بازیگر اهل آرژانتین است.
از فیلم‌هایی که وی در آن‌ها نقش داشته‌است، می‌توان به کلنیا، زن بی‌سر، اسیر، شبی دوازده‌ساله و  قصه‌های وحشی اشاره نمود.